# Llista de golejadores de la Copa d'Europa d'hoquei sobre patins femenina 2008
Llista completa de gols marcats a la Copa d'Europa d'hoquei patins femenina 2008 segons jugadora i equip corresponent:
| Jugadora             | Equip                 | Gols |
| -------------------- | --------------------- | ---- |
| Carla Giudici        | CP Voltregà           | 9    |
| Natasha Lee          | Biescas Gijón HC      | 5    |
| Dina Tavares         | HC Mealhada           | 5    |
| Tatiana Malard       | CS Noisy Le Grand     | 5    |
| Adeline Le Borgne    | CP Voltregà           | 4    |
| Patrícia Albuquerque | Fundação Nortecoope   | 4    |
| Neuza Pebre          | HC Mealhada           | 4    |
| Maren Wichardt       | SK Germania Herringen | 4    |
| Cristina Barceló     | CP Voltregà           | 3    |
| Vania Ribeiro        | Fundação Nortecoope   | 3    |
| Cláudia Rêgo         | Fundação Nortecoope   | 3    |
| Carla Dorca          | CP Voltregà           | 2    |
| Sara González        | Biescas Gijón HC      | 2    |
| Bárbara García       | Biescas Gijón HC      | 2    |
| Malvina Fort         | US Coutras RH         | 2    |
| Sandra Drouhet       | US Coutras RH         | 2    |
| Julie Lafourcade     | US Coutras RH         | 2    |
| Anaïs Ramírez        | CH Mataró             | 2    |
| Tània Pardo          | CH Mataró             | 2    |
| Maria Couceiro       | HC Mealhada           | 2    |
| Emilie Couderc       | CS Noisy Le Grand     | 2    |
| Elisabeth Frings     | CS Noisy Le Grand     | 2    |
| Anna Romero          | CP Voltregà           | 1    |
| Paula Castro         | Fundação Nortecoope   | 1    |
| Bruna Honório        | Fundação Nortecoope   | 1    |
| Maria Azevedo        | Fundação Nortecoope   | 1    |
| Ivet Comas           | CH Mataró             | 1    |
| Sofia González       | CH Mataró             | 1    |
| Anna Espriu          | CH Mataró             | 1    |
| Helga Castro         | HC Mealhada           | 1    |
| Lea-Marlene Reinert  | SK Germania Herringen | 1    |
| Anja Grewe           | SK Germania Herringen | 1    |
| Kathrin Kieler       | SK Germania Herringen | 1    |
| Marie Espin          | CS Noisy Le Grand     | 1    |
| Julie Dupuis         | CS Noisy Le Grand     | 1    |
| Cindy Laurent        | CS Noisy Le Grand     | 1    |